# Al Doilea Război al Burilor
Al Doilea Război al Burilor (în engleză Second Boer War, în neerlandeză Tweede Boerenoorlog, în afrikaans:Tweede Vryheidsoorlog sau Tweede Boereoorlog), a fost un conflict desfășurat între 11 octombrie 1899 și 31 mai 1902 între Imperiul Britanic și burii neerlandofoni din cele două republici independente: Republica Sud-Africană (Republica Transvaal) și Statul Liber Orange. El s-a sfârșit prin anexarea regiunii de către Imperiul Britanic și formarea Uniunii Africii de Sud ca parte din Commonwealth.
Împreună cu Primul Război al Burilor (decembrie 1880 – martie 1881), perioada este cunoscută sub numele de „Războaiele Burilor”.

## Origini
Originile războiului au fost complexe și provin din peste un secol de conflicte între buri și Imperiul Britanic. În timpul Războaielor Napoleoniene, o expediție britanică a debarcat în Colonia Capului și a învins forțele olandeze în bătălia de la Blaauwberg. După războaie, britanicii au cucerit oficial colonia, și au încurajat emigrația coloniștilor britanici, care au intrat în conflict cu cei olandezi. De-a lungul deceniilor ce au urmat, numeroși buri nemulțumiți de aspectele administrației britanice au ales să părăsească teritoriile administrate de britanici în ceea ce a devenit cunoscut sub numele de Marele Trek. Migrația a avut loc la început de-a lungul coastei estice către Natal și de acolo, după ce Natalul a fost anexat în 1843, spre nord înspre interior unde au înființat două republici independente (Statul Liber Orange și Republica Sud-Africană — denumită și Transvaal). Britanicii au recunoscut cele două republici ale burilor în 1852 și 1854, dar anexarea Transvaalului în 1877 a dus la Primul Război al Burilor în 1880 și 1881. După înfrângerile britanicilor, dintre care cea mai mare în bătălia de la Majuba, Transvaalul și-a recâștigat independența, cu anumite condiții, dar relațiile au rămas tensionate.
      Republica Sud-Africană/Transvaal
     Statul Liber Orange
     Colonia Capului britanică
     Natal

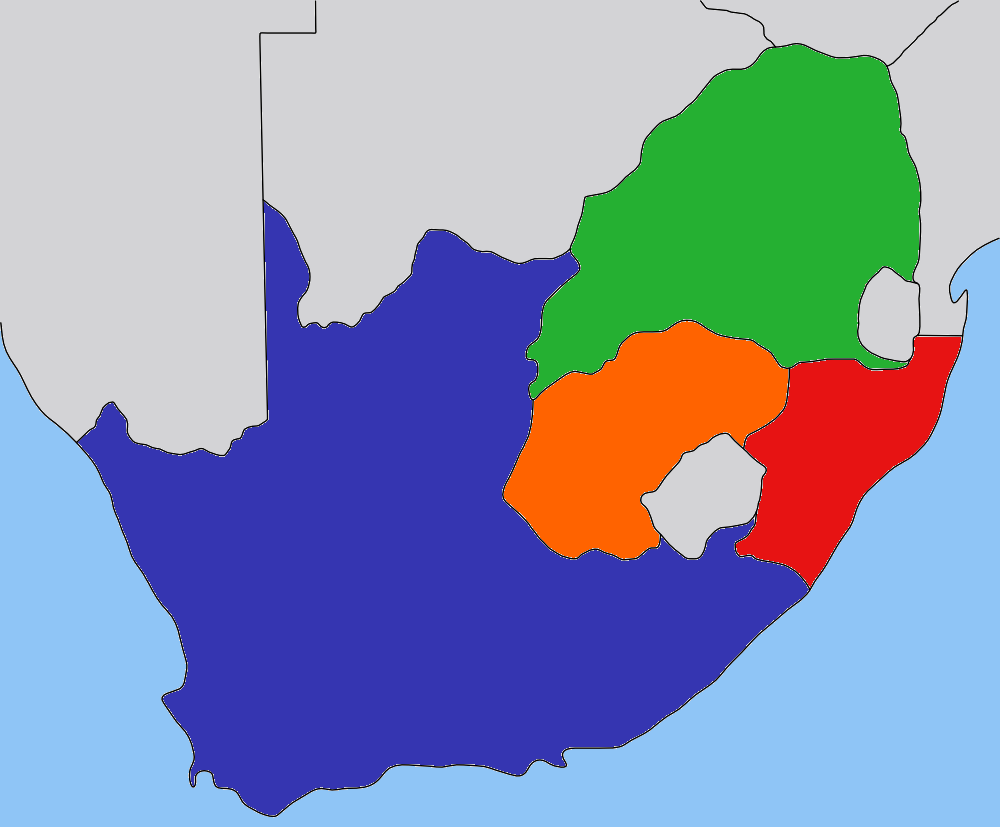
Geografia regiunii:
Republica Sud-Africană/Transvaal
Statul Liber Orange
Colonia Capului britanică
Natal

În 1871, s-au descoperit diamante la Kimberley, ceea ce a adus la un influx masiv de străini la granițele Statului Liber Orange. După aceea s-a descoperit aur în Republica Sud-Africană în 1886. Aurul a făcut din Transvaal cea mai bogată și, potențial, cea mai puternică țară din sudul Africii, dar aceasta nu avea nici resursele umane și nici baza industrială de a dezvolta singură aceste resurse. Ca urmare, Transvaalul a acceptat imigrarea unor valuri noi de uitlanders (străini), în principal britanici, care au sosit aici în căutare de lucru și de avere. Rezultatul a fost că numărul de uitlanders din Transvaal a ajuns să-l depășească pe cel de buri, și a precipitat confruntări în sânul comunității albilor, similare cu cele care apăruseră cu ani în urmă între minoritatea dominantă a burilor Lyndenburg și burii sosiți mai târziu dinspre sud.
Ideile expansioniste britanice (promovate în principal de Cecil Rhodes), ca și disputele privind drepturile politice și economice ale uitlanderilor au avut ca rezultat  Raidul Jameson din 1895. Acest raid condus de dr. Leander Starr Jameson, administratorul Rhodesiei de Sud, avea scopul de a stârni o revoltă a uitlanderilor în Johannesburg. Uitlanderii din Johannesburg nu au susținut însă raidul, iar forțele guvernamentale din Transvaal au înconjurat coloana și i-au luat prizonieri pe oamenii lui Jameson înainte ca ei să ajungă la Johannesburg.
Tensiunile au escaladat de la nivel local la nivel național și au început manevre politice și negocieri îndelungate pentru atingerea unui compromis în problema drepturilor uitlanderilor în rândul comunității albe, drepturile populației indigene neeuropene, controlul asupra industriei de extracție a aurului, și dorința britanicilor de a include Transvaalul și Statul Liber Orange într-o federație aflată sub control britanic. Dat fiind că cei sosiți cel mai recent (mai ales cei de origine britanică) deveniseră deja majoritari între albii din Johannesburg, și că noi uitlanderi continuau să sosească, burii au recunoscut că acordarea de drepturi de vot depline uitlanderilor avea să ducă la pierderea controlului etnicilor buri asupra Republicii Sud-Africane. Negocierile au eșuat și, în septembrie 1899, Joseph Chamberlain (secretarul colonial britanic) a transmis burilor un ultimatum, cerându-le egalitate deplină pentru uitlanderii rezidenți în Transvaal. Președintele Kruger a dat și el un ultimatum, dându-le britanicilor 48 de ore să-și retragă toate trupele de la granița Transvaalului, în caz contrar Transvaalul, aliat cu Statul Liber Orange, urmând să le declare război britanicilor. Ambele ultimatumuri au fost respinse, iar Transvaalul și Statul Liber Orange au declarat război.

## Fazele
Războiul a avut trei faze distincte. În prima, burii au lansat atacuri preventive în teritoriul britanic din Natal și din Colonia Capului, asediind garnizoanele britanice din Ladysmith, Mafeking și Kimberley. Burii au obținut apoi mai multe victorii tactice la Colenso, Magersfontein și Spionkop împotriva unei contraofensive nereușite a britanicilor pentru a sparge cele trei asedii. În a doua, după ce soldații britanici din ce în ce mai numeroși au fost instruiți sub comanda lui Lord Roberts, a fost lansată o nouă ofensivă, de această dată reușită, în 1900, pentru a înlătura asediile. După ce Natalul și Colonia Capului au fost asigurate, britanicii au reușit să invadeze Transvaalul și capitala republicii, Pretoria, a căzut în iunie 1900.
În ultima fază, cea de a treia, începută în martie 1900, burii au lansat un război de gherilă împotriva forțelor britanice, care a prelungit conflictul cu încă doi ani, timp în care burii au atacat ținte cum ar fi coloanele de soldați britanici, nodurile rețelei de telegraf, căile ferate și depozitele. Într-o tentativă de a tăia liniile de aprovizionare ale atacatorilor, britanicii, conduși acum de Lord Kitchener, au răspuns cu o politică a „pământului pârjolit”, distrugând ferme ale burilor și mutând civilii în lagăre de concentrare.
Unele părți ale presei britanice și guvernului britanic se așteptau o campanie de ordinul câtorva luni, iar războiul prelungit a devenit nepopular, mai ales după ce au ieșit la iveală condițiile din lagărele de concentrare (unde muriseră de foame și de boli zeci de mii de femei și copii). Forțele burilor s-au predat în cele din urmă la 31 mai 1902, și 54 din cei 60 de delegați din Transvaal și din Statul Liber Orange au votat pentru acceptarea termenilor tratatului de pace, cunoscut sub numele de tratatul de la Vereeniging. El stipula ca cele două republici să fie absorbite în Imperiul Britanic, promițându-li-se o autonomie limitată. Implementarea tratatului a dus la constituirea Uniunii Africii de Sud.
Războiul a avut efecte de durată asupra regiunii și asupra politicii interne britanice. Pentru Regatul Unit, al Doilea Război al Burilor a fost cel mai îndelungat, cel mai costisitor (peste 200 de milioane de lire), și cel mai sângeros conflict dintre 1815 și 1914, cu o durată cu trei luni mai mare și cu pierderi mai multe chiar și decât Războiul Crimeei.